# Omoconazolo

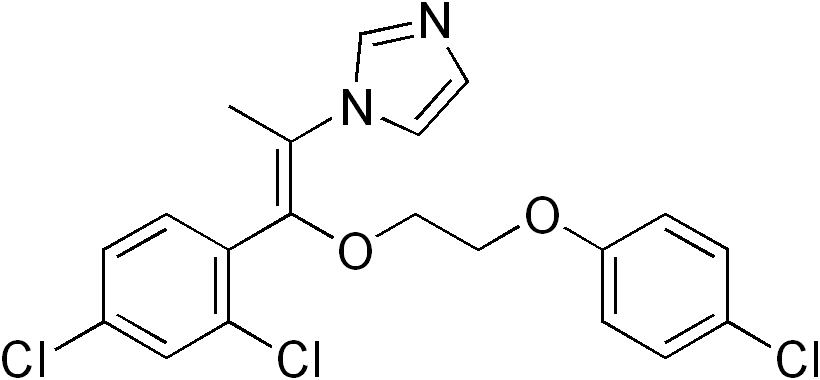
Formula chimica dell'omoconazolo.

L'omoconazolo (chiamato anche composto CM 8282) è un farmaco antifungino, un derivato azolico con uno spettro di attività molto simile a quello della famiglia dell'imidazolo.

## Proprietà farmacologiche
L'omoconazolo è un derivato dell'imidazolo dotato di attività antifungina e antibatterica.

Il meccanismo d'azione è analogo a quello del ketoconazolo.

La sua attività antifungina è stata dimostrata in vitro e si esplica su agenti responsabili di micosi della cute e delle mucose come: dermatofiti (Trichophyton, Epidermophyton, Microsporum), Candida (funghi) e altri lieviti, Pityrosporum orbiculare (responsabile della tinea versicolor), Pityrosporum (Malassezia) ovale (responsabile della tinea càpitis) e Aspergillus.

L'attività battericida è stata dimostrata in vitro contro i batteri Gram-positivi. Sull'animale l'omoconazolo non presenta potere fotosensibilizzante ai raggi UVA.

## Farmacocinetica
Dopo applicazione topica del medicamento su cute integra, le concentrazioni plasmatiche sono sempre inferiori ai limiti rilevabili (25 ng/ml) che equivalgono al 2-3% della dose iniziale.
 L'eliminazione è renale e biliare.

## Usi clinici
L'omoconazolo trova impiego nel trattamento delle micosi cutanee e delle mucose.

Viene utilizzato nel trattamento delle intertrigini genitali (sostenute da Candidosi), crurali, anali, perineali, labiali o di altro tipo, e nella terapia di vulviti e balaniti.

In alcuni casi si consiglia il trattamento concomitante del tubo digerente, soprattutto in caso di intertrigine labiale, genitale, anale e perineale.

Il farmaco viene impiegato nella dermatofitosi della cute glabra (herpes circinatus), nelle intertrigini da Dermatophyton genitali o crurali (eczema marginato), in quelle delle dita dei piedi (Tinea pedis) e nei kérion.

In questi casi l'associazione di un trattamento sistemico è generalmente inutile.

## Vie di somministrazione
L'omoconazolo viene preparato in forma di crema, polvere o soluzione per uso topico.

## Effetti collaterali
A causa dello scarso assorbimento sistemico il farmaco è praticamente privo di effetti collaterali.

Occasionalmente possono insorgere bruciore, irritazione ed eritemi nella zona di applicazione come segni di intolleranza al prodotto.

## Controindicazioni e precauzioni d'uso
Il prodotto non va impiegato nel caso di ipersensibilità nota verso i componenti.

Nelle candidosi si raccomanda di non utilizzare un sapone a pH acido il quale favorirebbe il moltiplicarsi dell'agente patogeno.